# Siłownia parowa

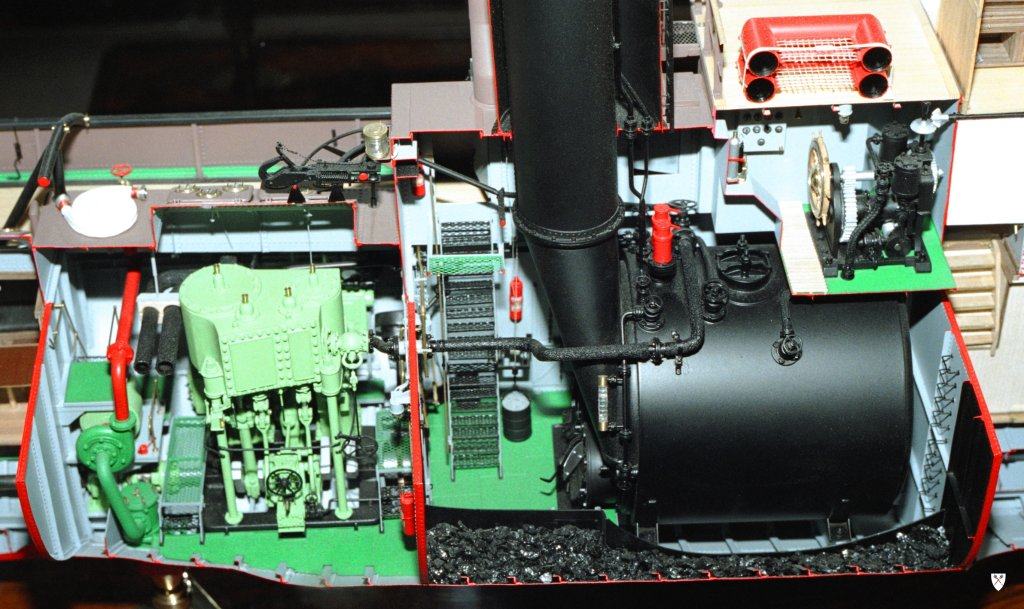
Siłownia parowa holownika Słoń ex. Saturn zbudowanego w 1893 r. Maszynownia z maszyną parową (po lewej) i kotłownia

Siłownia parowa – zespół maszyn i urządzeń mających na celu wytwarzanie mocy mechanicznej z wykorzystaniem turbiny parowej lub tłokowej maszyny parowej. Proces konwersji energii odbywa się z wykorzystaniem wody i pary wodnej. Para wodna wytwarzana jest pod odpowiednio wysokim ciśnieniem w kotle parowym, a rozprężana w turbinie bądź maszynie tłokowej. Po rozprężeniu podlega ona skropleniu w skraplaczu (układ zamknięty) lub jest wyrzucana do otoczenia (układ otwarty). W układzie zamkniętym skropliny są przetłaczane z powrotem do kotła przy pomocy pompy. Woda jest zachowana w układzie.
W celu zapewnienia prawidłowego funkcjonowania i podniesienia sprawności układ wyposażony jest w wiele dodatkowych elementów, np. odgazowywacz, podgrzewacze regeneracyjne, przegrzewacze wtórne, smoczki parowe, pomocnicze pompy skroplin i inne.
Z uwagi na duże ciepło skraplania pary wodnej ciepło odprowadzane ze skraplacza jest bardzo duże. W dużych siłowniach skraplacze chłodzone są dodatkowym obiegiem wodnym, przy pomocy którego ciepło oddawane jest do otoczenia w chłodniach kominowych.

## Zastosowania
- Napęd generatora elektrycznego – w elektrowniach i elektrociepłowniach parowych;
- Napęd śruby okrętowej okrętów i statków, dawniej kół wodnych;
- Napęd pomp wodnych i innych maszyn wirnikowych.